# Godefroid Bélorgey
Godefroid Bélorgey, geborener Paul Bélorgey (* 12. November 1880 in Pouilly-en-Auxois; † 15. September 1964 in der Abtei Scourmont) war ein französischer römisch-katholischer Geistlicher, Trappist, Abt und Autor.

## Leben
Paul Bélorgey besuchte in Dijon die Schule der Brüder der christlichen Schulen. Er studierte zuerst Veterinärmedizin in Lyon, ging an die Kavallerieschule Cadre Noir in Saumur und wurde Leutnant im 4. Kürassierregiment in Cambrai. 1910 trat er in die Abtei Scourmont ein und nahm den Ordensnamen Godefroid (nach Gottfried von Amiens, 1066–1115) an. Er wurde Novizenmeister (1919–1932) und Prior (1921–1932) in Scourmont und war von 1933 bis 1952 (als Titularabt von Kloster La Bussière) Auxiliarabt von Kloster Cîteaux. Dann lebte er bis 1955 in der Trappistenabtei Caldey und bis 1964 in der Trappistinnenabtei Chimay. Bélorgey war im romanischsprachigen Raum ein geschätzter geistlicher Schriftsteller. 

## Werke
- Sous le regard de Dieu. Initiation à la vie intérieure. Marseille 1944; Paris 1946, 1950, 1960, 1993, 2011.
  - (spanisch) Bajo la mirada de Dios. Iniciación en la vida interior. San Sebastián 1950, 1956.
  - (italienisch) Sotto lo sguardo di Dio. Iniziazione alla vita interiore. Edizioni Paoline, Alba 1950, 1953.
- La pratique de l’oraison mentale. 2 Bde., Paris 1945–1946, 1948.
  - I: Oraisons ordinaires.
  - II: Oraisons mystiques.
    - (spanisch) La práctica de la oración mental. Madrid 1963.
    - (italienisch) Pratica dell’orazione mentale. Edizioni Paoline, Alba 1951.
    - (englisch) The practice of mental prayer. Westminster, Newman Press 1951, 1952.
- L’Humilité bénédictine. Paris 1947, 1948.
  - (spanisch) La humildad según San Benito. Un programa de perfección para las almas. Madrid 1962.
- Dieu nous aime. Paris 1949. 
  - (italienisch) Dio ci ama. Edizioni Paoline, Alba 1951, 1955.
  - (spanisch) Dios nos ama. Palencia 1953.